# Clinus
Clinus es un género de peces de la familia Clinidae, del orden Perciformes. Este género marino fue descrito por primera vez en 1816 por Georges Cuvier.

## Especies
Especies reconocidas del género:
- Clinus acuminatus (Bloch & J. G. Schneider, 1801)
- Clinus agilis J. L. B. Smith, 1931
- Clinus arborescens Gilchrist & W. W. Thompson, 1908
- Clinus berrisfordi M. L. Penrith, 1967
- Clinus brevicristatus Gilchrist & W. W. Thompson, 1908
- Clinus cottoides Valenciennes, 1836
- Clinus exasperatus Holleman, von der Heyden & Zsilavecz, 2012
- Clinus helenae (J. L. B. Smith, 1946)
- Clinus heterodon Valenciennes, 1836
- Clinus latipennis Valenciennes, 1836
- Clinus musaicus Holleman, von der Heyden & Zsilavecz, 2012
- Clinus nematopterus Günther, 1861
- Clinus ornatus Gilchrist & W. W. Thompson, 1908
- Clinus robustus Gilchrist & W. W. Thompson, 1908
- Clinus rotundifrons Barnard, 1937
- Clinus spatulatus B. A. Bennett, 1983
- Clinus superciliosus (Linnaeus, 1758)
- Clinus taurus Gilchrist & W. W. Thompson, 1908
- Clinus venustris Gilchrist & W. W. Thompson, 1908
- Clinus woodi (J. L. B. Smith, 1946)